# フィレンツェの匠

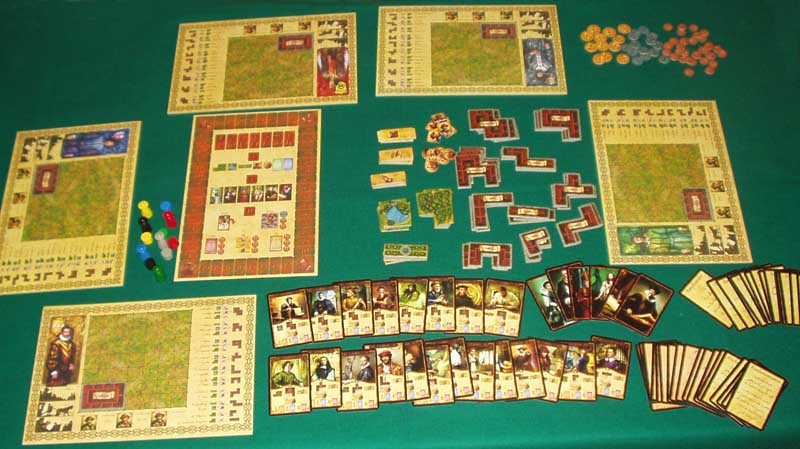
『フィレンツェの匠』のコンポーネント

『フィレンツェの匠』（フィレンツェのたくみ 、原題（ドイツ語）：Die Fursten von Firenze）は、2000年にドイツのAlea社から発売されたボードゲーム。作者はリヒャルト・ウルリヒ(Richard Ulrich)とウォルフガング・クラマー(Wolfgang Kramer)。プレイ人数は2～5人。なお、邦題はメビウスゲームズによる訳である。

## ゲームの概要
プレイヤーはフィレンツェの貴族となり、 パトロンとしてお抱えの芸術家に評価（作品ポイント）の高い作品を作らせ、貴族の名声（名声ポイント）を競い合う。
競り、計画、パズルといったさまざまな要素が盛り込まれている。

## ゲームの進行
- ゲームは7ラウンド行う。ラウンドはAフェイズ、Bフェイズ、品評会からなる。
- 各ラウンドは親から始められる。

### ゲームの準備
- 参加者は各自敷地ボードを手元に置き、中央に共通の得点ボードを用意する。
- 4枚ずつ芸術家カードを配り、3枚を手元に残して残りを山に戻す。

### Aフェイズ
Aフェイズでは競りを行う。
1. 親は競りの対象を選び、200Florinから競りを始める。左隣のプレイヤーから時計回りに100Florin値段を吊り上げるか競りから下りるかを選択する。一人を残して全員が競りから降りた時点で落札となり、落札者はタイルあるいはカードを受け取り、支払いを行う。以降、このラウンドの競りにおいて、落札者は参加できず、落札されたものは競りの対象にならない。競りの対象は以下のようになっている。
景観タイル湖、森、公園の三種類。相性のいい芸術家の作品ポイントを向上させる。
道化師タイル全ての芸術家の作品ポイントを向上させる。
建築家タイル建物を購入、配置する際にボーナスを得る。
スカウトカード他のプレイヤーの芸術家を借り出す。
名声カードゲーム終了時、一定条件を満たしていると名声ポイントとなる。
2. 親あるいは親がこのラウンドで既に落札していた場合には親の左隣のプレイヤーが次の競りの対象を決め、同様の手順を繰り返す。
3. 1.2.を繰り返し、全員が1つずつ落札した時点でBフェイズへ進む。

### Bフェイズ
Bフェイズは親から時計回りに、全員のプレイヤーが購入、作品発表を組み合わせて2回行う。

#### 購入
購入できるタイル及びカードは以下のようになっている。
建物タイル10種類の形がある。相性のいい芸術家の作品ポイントを向上させる。
権利タイル信仰の自由、旅行の自由、表現の自由の3種類がある。相性のいい芸術家の作品ポイントを向上させる。同じフェイズで複数の権利を購入する事は出来ない。
芸術家カード山札の上から5枚引き、1枚を選び手札に加える。
ボーナスカード山札の上から5枚引き、1枚を選び手札に加える。1回限り作品ポイントを向上させる。

#### 作品発表
手元の作品発表をしていない芸術家カードを公開する。作品の出来を示す作品ポイントは、タイルやカードのボーナスの合計となる。ラウンド毎に発表に必要な作品ポイントの下限が決まっており、ゲームが進むにつれて質の高い(作品ポイントの高い)作品でなければ発表できなくなる。

### 品評会
全プレイヤーがBフェイズを終えた後、品評会を行う。このラウンド中に作品発表された作品の作品ポイントを比較し、最もポイントが高いプレイヤーに名声ポイントが与えられる。
プレイヤーは作品ポイントを名声ポイントかお金、あるいはそれらの組合せと交換し、親が左隣のプレイヤーに移動し、次のラウンドを始める。

## 勝者
7ラウンドが終了した後、名声カードによるボーナスを名声ポイントに追加する。
最も名声ポイントが高いプレイヤーがゲームの勝者となる。

## 建物配置のルール
景観タイルおよび建物タイルは、取得と同時に手元の敷地ボード上に配置しなければならない。
配置のルールは以下のようになっている。
- 建物同士は、面で接してはいけない。ただし、建築家を2人以上所持している場合にはこのルールを無視してよい。
- 景観は建物とも景観とも面で接してよい。
- 一度配置した景観および建物は移動できない。

このルールにより、無計画な配置ができないようになっている。